# Second Severn Crossing
Second Severn Crossing, od roku 2018 známý jako Prince of Wales Bridge, je trámový most s hlavním rozpětím o délce 456 m překlenující řeku Severn na anglicko-velšských hranicích. Most je jednou ze tří spojnic přes řeku při jejím ústí do Bristolského zálivu.
Most byl postaven v letech 1992–1996 a otevřen 5. června 1996 Princem Charlesem. Architektem mostu byl Ronald Weeks ze společnosti Percy Thomas Partnership. Most je 5125,69 m dlouhý a mostovka je 33,2 m široká. Hlavní rozpětí je s délkou 456 m nejdelší zavěšené mostní rozpětí v zemi. Hlavní rozpětí je s pevninou na obou stranách řeky spojené dvěma viadukty, které mají po 23 rozpětích s délkou 98 m. Dva hlavní pylony jsou 137 m vysoké. Mostovka se nachází 37 nad hladinou řeky Severn.

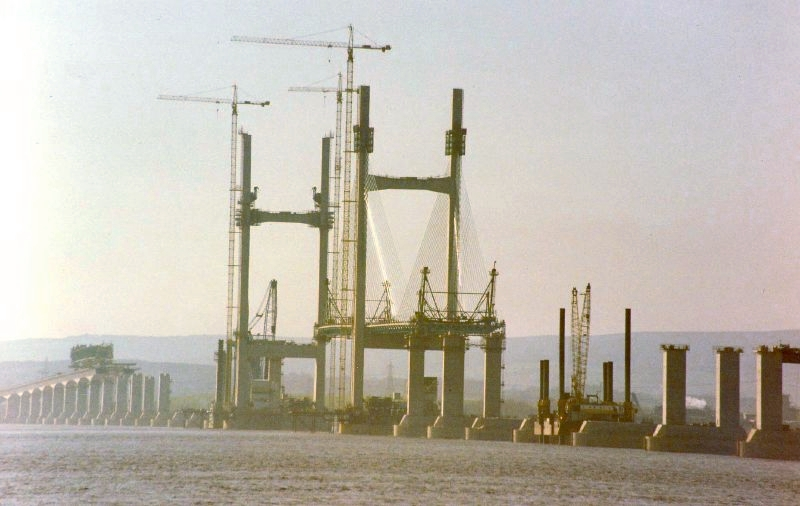
Výstavba mostu